# Gurdvara
[[File:Ranjit Singh at Harmandir Sahib - August Schoefft - Vienna 1850 - Princess Bamba Collection - Lahore Fort.jpg|thumb|600px|{{center|Maharadža Randžit Singh posluša recitiranje guruja Granth Sahiba v bližini Akal Takhta, enega od petih takhtov in Zlatega templja, najsvetejše gurdvare sikhizma, v Pandžbu v Indiji; (slika Ágostona Schoeffta, 1850).]]
Gurdvara (včasih zapisana kot gurudvara) (gurmukhi ਗੁਰਦੁਆਰਾ guradu'ārā, kar pomeni 'Vrata do Guruja') je kraj zbiranja in čaščenja za sikhe. Sikhi gurdvaro imenujejo tudi Gurdvara Sahib. V gurdvarah so dobrodošli ljudje vseh ver. Vsaka gurdvara ima Darbar Sahiba, kjer je Guru Granth Sahib postavljen na takhat (dvignjen prestol) na vidnem osrednjem položaju. Vsak obiskovalec (včasih s specializiranim usposabljanjem, v tem primeru ga lahko poznamo pod izrazom granthi) lahko recitira, poje in razlaga verze Guruja Granth Sahiba v prisotnosti ostalega občestva.
Vse gurdvare imajo langar, dvorano, kjer lahko ljudje jedo brezplačno lakto-vegetarijansko hrano, ki jo postrežejo prostovoljci v gurdvari. Lahko imajo tudi sobo za zdravstveno oskrbo, knjižnico, vrtec, učilnico, sejne sobe, igrišče, športno igrišče, trgovino s spominki in končno servisno delavnico. Gurdvaro je mogoče prepoznati na daljavo po visokih drogovih za zastave, na katerih je Nišan Sahib, sikhovska zastava.
Najbolj znane gurdvare so v kompleksu Darbar Sahib v Amritsarju v Pandžabu, vključno z Darbar Sahibom, duhovnim središčem Sikhov in Akal Takhtom, političnim središčem Sikhov.

## Zgodovina

### Dharamsal

#### Izvor
Sikhi verjamejo, da je Guruja Nanaka neposredno posvetil Bog, da zgradi dharamsal (mesta čaščenja; kar pomeni 'bivališče pravičnosti'), kot piše v B.40 Džanamsakhi:
Pojdi, Nanak [je odgovoril Bog]. Vaš Panth bo cvetel. Pozdrav vaših privržencev bo: 'V imenu pravega Guruja padem pred tvoje noge'. Pozdrav vaišnavskega pantha je: 'V imenu Rame in Krišne'. Pozdrav Sanjasi Pantha je: 'V imenu Narajana se klanjam pred vami'. Jogijev pozdrav je: 'Pozdravljen prvinski'. Muslimanski vzklik je: »V imenu edinega Boga mir z vami«. Ti si Nanak in tvoj Panth bo cvetel. Vaši privrženci se bodo imenovali Nanak-panthis in njihov pozdrav bo: 'V imenu pravega Guruja padem pred tvoje noge'. Blagoslovil bom vaš Panth. Vcepljajte vdanost do Mene in krepite poslušnost ljudi njihovi darmi. Tako kot imajo vaišnave svoj tempelj, jogiji svoj asan in muslimani svojo mošejo, bodo imeli vaši privrženci svojo dharamsalo. Tri stvari, ki jih morate vcepiti v svoj Panth: ponavljanje božanskega imena, dajanje dobrodelnosti in redno kopanje. Ostanite neomadeževani, hkrati pa ostanite lastnik hiše.— B.40 Janamsakhi translated by W.H. McLeod, The Evolution of the Sikh Community (1975), page 30
Zgornja izjava ločuje institucijo sikhovskih dharamsal od tistih drugih ver in jo določa kot neodvisno institucijo, ki temelji samo na sikhizmu. Prvi center je v Kartarpurju, na bregovih reke Ravi v regiji Pandžab, zgradil prvi sikhovski guru, Guru Nanak Dev leta 1521. Zdaj leži v okrožju Naroval v zahodnem Pandžabu (Pakistan). V času Guruja Nanaka so bili sikhovski kraji čaščenja znani kot dharamsale, kjer je kirtan, nabožne himne, izvajala zgodnja kongregacija Sikhov.
Središča za čaščenje so bila zgrajena kot kraj, kjer so se lahko zbirali Sikhi, da bi poslušali gurujev duhovni govor in peti verske himne v hvalo Vaheguruju (pomeni vau guru, figurativno preveden kot 'čudoviti Bog' ali 'čudoviti gospod').

#### Širjenje
Guru Nanak je zgodnje privržence Sikhov razporedil v različne sangatske kongregacije ali župnije in jim naročil, naj postavijo dharamsal, namenjen širjenju Gurujevega sporočila in naukov na njihovem lokalnem območju.
Bhai Gurdas navaja naslednje:
»Kamor koli je Guru Nanak obiskal, je ta kraj postal kraj čaščenja. Najpomembnejši centri, vključno s centri jogijev, ki jih je obiskal Guru, so postali duhovni centri. Celo hiše so bile spremenjene v dharamsale, kjer so peli kirtan na predvečer Vaisakhi.«— Bhai Gurdas
Guru Nanak je postavil pomemben dharamsal v novo najdenem Kartarpurju, potem ko se je tam naselil. Drugi pomembni dharamsali so bili v Khadurju, Goindvalu, Ramdaspurju, Tarn Taranu, Kartarpurju (Doaba) in Sri Hargobindpurju, vsi pa so bili neposredno ustanovljeni po navodilih sikhovskega guruja. Ko je bil vzpostavljen sistem Mandži in poznejši sistem Masand pridigarjev in škofij, so jim naročili, naj ustanovijo dharamsal na svojem posvečenem področju misijonskega dela. Strastni zgodnji sikhi so našli dharamsale na različnih mestih po indijski podcelini in v Afganistanu kot sredstvo za izražanje svoje predanosti veri. Guru Hargobind in njegovi nasledniki so ukazali Udasijem, naj ustanovijo dharamsale v oddaljenih delih podceline daleč od jedra sikhovskega središča in pomladijo zapuščene, propadle ali težke dharamsale, ki so jih ustanovili Guru Nanak in njegovi privrženci v oddaljenih krajih, ki so se borile zaradi izjemne oddaljenosti od osrednje sikhovske oblasti, ki je  predvsem v Pandžabu. Guru Tegh Bahadur je ustanovil nove dharamsala centre med svojimi misijonarskimi potovanji po regiji Malva v Pandžabu in v severovzhodni Indiji. Dharamsale so bile ustanovljene tudi na trgovskih poteh, ki so jih uporabljali trgovci Sikh Khatri, zlasti na poteh med Čitagongom in Kabulom ter Agro in Burhampurjem.

#### Stavba in delovanje
Dharamsale so bile preproste konstrukcije in skromne stavbe, ki so običajno vsebovale eno samo skromno sobo, v kateri so bili lokalni bhakte kraja za molitve. To je še posebej veljalo za podeželska območja, vasi in majhna mesta, kjer je bila večina lokalnih sikhovskih kongregacij sestavljena iz preprostih kmetov z malo premoženja. Niso bile zgrajene na določeni osi, ker Sikhi verjamejo, da je Bog vseprisoten in da je celotna Zemlja božanska in kot taka enako primerna. Adi Granth je bil nameščen v dharamsalah po kodificiranju in uvedbi leta 1604. Dharamsale verjetno niso vsebovale zapletenega in okrašenega pohištva, opreme in drugih okrasnih dodatkov, za razliko od sodobnih gurdvar. Dharamsale so vsebovale vodno telo za javno kopanje zaradi pomena isnana (običajnega jutranjega kopanja) v sikhizmu. Kjerkoli naravni viri vode niso bili na voljo, so baoli (vodnjak s stopnicami), vodnjak z vedro ali rahat (perzijsko kolo) izvedli in namestili na dvorišču stavbe ali blizu bazena z vodo. Dharamsale so imele langar (skupno kuhinjo) in prenočišče, zlasti tiste na pomembnih cestah in trgovskih poteh, kjer so ljudje lahko jedli in bivali brez diskriminacije glede na njihovo versko ali kastno ozadje. To je olajšalo hitro širjenje sikhizma po Pandžabu. Nekatere dharamsale so imele bolnišnični oddelek, kjer so se lahko zdravili bolni in poškodovani. Druge so imele mizarske delavnice za izdelavo postelj in drugega potrebnega pohištva. Dharamsala je pogosto vsebovala šolo, kjer se je človek lahko naučil gurmukhija, sikhovske glasbe in interpretacije sikhovskih svetih spisov.

### Gurdvare
- Harmandir Sahib v Amritsarju v Indiji, neuradno znan kot Zlati tempelj, je najsvetejša gurdvara sikhizma, poleg Akal Takhta, sikhovskega sedeža oblasti.
- Šri Hazoor Sahib je gurdvara v Nandedu, Maharaštra, Indija; je eden od petih takhtov.
- Gurdvara Bangla Sahib je ena najvidnejših sikhovskih gurdar v Delhiju v Indiji in je znana po svoji povezanosti z osmim sikhovskim gurujem, Gurujem Har Krišanom, pa tudi po bazenu v njegovem kompleksu, znanem kot »Sarovar«.

Ko je prebivalstvo Sikhov še naprej raslo, je guru Hargobind, šesti guru Sikhov, uvedel besedo gurdvara. Gurdvare so se razvile iz prejšnjih centrov dharamsal.
Etimologija izraza gurdvara izvira iz besed gur (ਗੁਰ) (sklicevanje na sikhovske guruje) in dwara (ਦੁਆਰਾ) (prehod v Gurmukhiju), ki skupaj pomenita 'prehod, skozi katerega je mogoče doseči guruja'. Nato so vsi kraji čaščenja Sikhov postali znani kot gurdvare.
Uporaba 'sahib', kot je včasih dodana izrazu Gurdvara Sahib, izhaja iz izposojenke arabskega izvora, ki pomeni 'sopotnik' ali 'prijatelj'.
Nekatera vidna sikhovska svetišča, ki so jih ustanovili sikhovski guruji, so:
- Nankana Sahib, ki ga je leta 1490 ustanovil prvi Sikh Guru, Guru Nanak Dev, Pandžab, Pakistan.
- Sultanpur Lodhi, ustanovljen leta 1499, je postal središče Sikhov v času Guru Nanak Deva, okrožje Kapurthala, Pandžab (Indija).
- Kartarpur Sahib, ki ga je leta 1521 ustanovil prvi Sikh Guru, Guru Nanak Dev, blizu reke Ravi, Narowal, Pandžab, Pakistan.
- Khadur Sahib, ki ga je leta 1539 ustanovil drugi sikhski guru, Guru Angad Dev ji, blizu reke Beas, okrožje Amritsar, Pandžab, Indija.
- Goindwal Sahib, ki ga je leta 1552 ustanovil tretji sikhski guru, Guru Amar Das ji, blizu reke Beas, okrožje Amritsar, Pandžab, Indija.
- Sri Amritsar, ki ga je leta 1577 ustanovil četrti sikhski guru, Guru Ram Das ji, okrožje Amritsar, Pandžab Indija.
- Tarn Taran Sahib, ki ga je leta 1590 ustanovil peti sikhski guru, [Guru Arjan Dev ji], okrožje Tarn Taran Sahib, Pandžab Indija.
- Kartarpur Sahib, ki ga je leta 1594 ustanovil peti sikhski guru, guru Arjan Dev, blizu reke Beas, okrožje Džalandhar, Pandžab Indija.
- Sri Hargobindpur, ki ga je ustanovil peti sikhski guru, guru Arjan Dev, blizu reke Beas, okrožje Gurdaspur, Pandžab Indija.
- Kiratpur Sahib, ki ga je leta 1627 ustanovil šesti sikhski guru, Guru Hargobind, blizu reke Satledž, okrožje Ropar, Pandžab, Indija.
- Anandpur Sahib, ki ga je leta 1665 ustanovil deveti sikhski guru, Guru Tegh Bahadur, blizu reke Satledž, Pandžab, Indija.
- Paonta Sahib, ki ga je leta 1685 ustanovil deseti Sikh Guru, Guru Gobind Singh, blizu reke Jamuna, Himačal Pradeš Indija.

Do začetka 20. stoletja je bilo več sikhovskih gurdvar v Britanski Indiji pod nadzorom Udasi mahantov (duhovnikov). Gibanje za reformo gurdvare v 1920-ih je povzročilo, da je odbor Širomani Gurdvara Parbandhak prevzel nadzor nad temi gurdvarami.

### Pandž Takht
Pandž Takht, kar dobesedno pomeni 'pet sedežev' ali 'prestolov oblasti', je pet gurdvar, ki imajo zelo poseben pomen za skupnost Sikhov. So rezultat zgodovinske rasti vere sikhizma in predstavljajo središča moči vere.
- Akal Takht Sahib, (prestol brezčasnega), ki ga je ustanovil guru Hargobind leta 1609, je v kompleksu Zlatega templja v Amritsarju v Indiji
- Takht Sri Kesgarh Sahib, ki je v Anandpur Sahibu, Pandžab, Indija[9]
- Takht Sri Damdama Sahib, ki je v Bathindi, Pandžab, Indija[10]
- Takhat Sri Harimandir Patna Sahib, v soseski Patna Sahib, Patna, Bihar, Indija[11]
- Takht Sri Hazur Sahib, ki je na bregovih reke Godavari v Nandedu, Maharaštra, Indija[12]

## Opis
Gurdvara ima glavno dvorano, imenovano darbar, skupno kuhinjo, imenovano langar in druge prostore. Bistvene značilnosti gurdvare so ti javni prostori, prisotnost svete knjige in večnega sikhovskega guruja Granth Sahiba, zasledovanje sikhovskega Rehat Marjada (sikhovski kodeks vedenja in konvencije) ter zagotavljanje vsakodnevnega storitve:
- Šabad kirtan: petje hvalnic Granth Sahiba. Strogo gledano se znotraj gurdvare lahko izvajajo samo šabadi iz Guru Granth Sahiba, Dasam Grantha in skladbe Bhai Gurdasa in Bhai Nand Lala.
- Paath: verski diskurz in branje Gurbanija od Guruja Granth Sahiba z njegovimi razlagami. Obstajata dve vrsti diskurza: Akhand Paath in Sadharan Paath.
- Sangat in pangat: zagotavljanje brezplačne skupne kuhinje, imenovane langar, za vse obiskovalce, ne glede na kulturno, versko, regionalno, kastno ali razredno pripadnost.

Drugi obredi, ki se izvajajo tam, so poročna slovesnost sikhov, Anand Karadž; nekaj obredov slovesnosti ob smrti, Antam Sanskar; in večino pomembnih sikhovskih festivalov. Nagar Kirtan, sikhovsko procesijsko petje svetih hvalnic po vsej skupnosti, se začne in konča pri gurdvari.
Gurdvare po vsem svetu lahko skupnosti Sikhov služijo tudi na druge načine, vključno z delovanjem kot knjižnice sikhovske literature in šole za poučevanje otrok Gurmukhija, hrambo sikhovskih svetih spisov in organizacijo dobrodelnega dela v širši skupnosti v imenu Sikhov. Številne zgodovinske gurdvare, povezane z življenjem sikhovskih gurujev, imajo pritrjen sarovar (okolju prijazen bazen) za kopanje.
Gurdvare nimajo idolov ali kipov.

## Arhitektura
Stavbam Gurdvara ni treba ustrezati nobeni arhitekturni zasnovi. Edine uveljavljene zahteve so: namestitev Granth Sahiba pod nadstrešek ali na sedež z baldahinom, običajno na ploščadi, ki je višja od določenega nadstropja, na katerem sedijo bhakte, in visoka zastava Sikhov na vrhu stavbe.
V 21. stoletju vedno več gurdvar (zlasti v Indiji) sledi vzorcu Harimandir Sahib, sintezi indo-islamske in sikhovske arhitekture. Večina jih ima kvadratne dvorane, stojijo na višjem podstavku, imajo vhode na vseh štirih straneh in imajo kvadratna ali osmerokotna kupolasta svetišča običajno na sredini. V zadnjih desetletjih so za izpolnjevanje zahtev večjih srečanj postale sprejete večje in bolje prezračevane zborne dvorane s svetiščem na enem koncu. Lokacija svetišča je pogosteje takšna, da omogoča prostor za obhod. Včasih so za povečanje prostora zgrajene verande, ki obkrožajo dvorano. Priljubljen model za kupolo je rebrasti lotos, na vrhu katerega je okrasni vrh. Za zunanjo dekoracijo se uporabljajo obokani stropi, paviljoni in masivne kupole.